# باسيل بينيت
باسيل بينيت (بالإنجليزية: Basil Bennett)‏ هو منافس ألعاب قوى أمريكي، ولد في 30 نوفمبر 1894 في مقاطعة إدغار في الولايات المتحدة، وتوفي في 19 أغسطس 1938 في مايوود في الولايات المتحدة.

## وصلات خارجية
- باسيل بينيت على موقع أوليمبيديا (الإنجليزية)